# الأعظمية
الأعظمية هي منطقة تقع في وسط شرق بغداد، العراق. وهي واحدة من تسع مناطق إدارية في المدينة ومركز قضاء الأعظمية، وتقع شمال مركز مدينة بغداد على الجانب الشرقي لنهر دجلة.
لا ينبغي الخلط بينه وبين حي الأعظمية الأكبر في بغداد، والذي يبلغ حجمه تسعة أضعاف تقريبًا ويبلغ عدد سكانه عددًا أكبر بكثير. قبل عام 2003، كانت هذه المنطقة تضم 95٪ من السنة و5٪ من الشيعة. بعد الحرب الأهلية العراقية (2006-2008)، أصبحت الآن ذات أغلبية سنية.
يضم سكان الأعظمية العديد من الأفراد ذوي الخلفيات الفكرية العالية، بما في ذلك السياسيين والفنانين والعلماء والشخصيات الرياضية. سُمي الحي باسم أبي حنيفة النعمان، المعروف بالإمام الأعظم، وهو عالم مشهور ومؤسس المذهب الحنفي السني البارز في الفقه الإسلامي. ومن المعالم البارزة في المنطقة مسجد أبي حنيفة، الذي بُني حول قبر أبي حنيفة النعمان وجامع الإمام الأعظم والمقبرة الملكية وكلية الإمام الأعظم وساعة الأعظمية، إضافة إلى معالم قديمة وحديثة متعددة منها جمعية منتدى الإمام أبي حنيفة التي تأسست عام 1968م. وكذلك يوجد فيها الكثير من الأسواق القديمة والعريقة والعديد من المدارس القديمة والحديثة. وفيها عدد من الكليات والمعاهد الإسلامية.

## نشوء المدينة وتسميتها

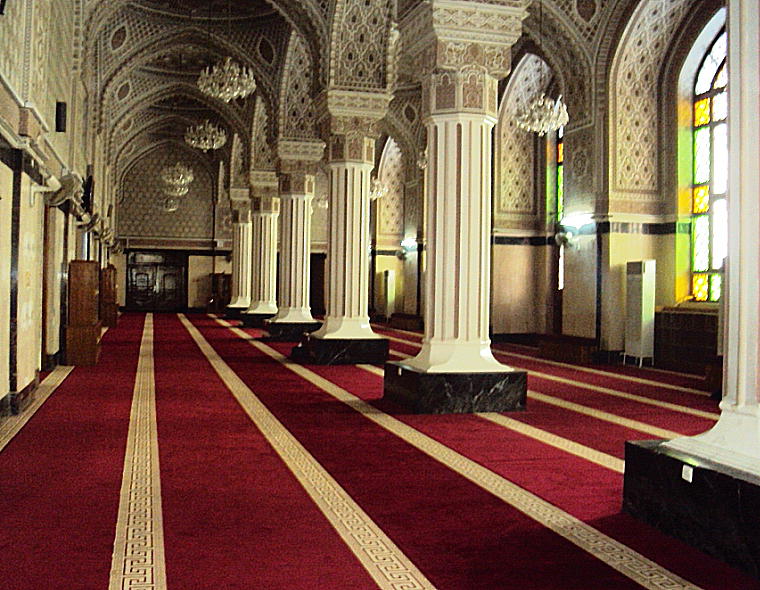
مصلى جامع الإمام الأعظم في الأعظمية عام 2014

ويرجع تاريخ نشوء مدينة الأعظمية إلى عهد الدولة العباسية حيث كانت مقبرة حالها حال مدينة الكاظمية التي كانت تسمى مقبرة قريش، أما الأعظمية فقد كانت مقبرة قديمة ودُفن فيها الإمام أبو حنيفة النعمان في عام 150 هـ، ثم دُفنت فيها الخيزران بنت عطاء والدة هارون الرشيد عام 173هـ، واستمرت مقبرة، وقرب مقبرة الخيزران كانت رصافة بغداد المذكورة في تاريخ العباسيين الأول ثم انتقل الخلفاء العباسيون إلى جنوب بغداد في عهد المعتصم بالله في القرن الهجري الثالث، ثم أُنشئت محلة صغيرة ومدرسة لتدريس فقه الإمام أبي حنيفة النعمان. ولقد مرّت هذه المدينة في تطورها بثلاث مراحل وهي:
- المرحلة الأولى: كانت عند نشوئها قرية صغيرة واتساعها بعد ذلك ثم الحروب والحوادث التي أصابتها مما أدى إلى ضمورها وانحسارها وبخاصة في العهد البويهي.
- المرحلة الثانية: عند تأسيس مدرسة الإمام الأعظم أبي حنيفة سنة 459 هـ/1066م، وتردد العلماء إليها وانتقال مساكن العلماء والطلاب إليها مما زاد في حركتها العلمية والثقافية.
- المرحلة الثالثة: عند مجيء السلطان العثماني مراد الرابع عام 1048 هـ/ 1638م، وإعادة تعميرها بعد أن دمرها الصفويون، وإسكان أعداد كبيرة فيها من قبيلتي العبيد العربية،[5] والعزة وغيرهما من القبائل العربية القحطانية، الحميرية لحمايتها من الفرس.

وقد طوّر المدينة العثمانيون وسكنوا فيها وهم يتبعون مذهب أبي حنيفة.
وكانت مدينة الأعظمية عند دفن الإمام أبي حنيفة منطقة بساتين كبيرة وبها أسواق عامرة. وكانت آنذاك تعتبر خارج المدينة المدورة التي بناها أبو جعفر المنصور. وبعد ذلك بدأ العمران والانتشار السكاني وبدأت القبائل العربية بالسكن فيها. فصار حول مرقد أبي حنيفة مقبرة تسمى مقبرة الخيزران ومدرسة وأسواق وبيوت.
ومع التطور الاقتصادي والاجتماعي في بغداد في فترة الثلاثينيات لغاية ثورة تموز 1958م، كانت الأعظمية إحدى المناطق التي انتقل بناء البيوت فيها وسكان المحلات البغدادية القديمة والقادمين من المدن الأخرى وخصوصاً من موظفي الدولة وضباط الجيش والطبقة البورجوازية الصغيرة. وبعكس مدينة الأعظمية القديمة المبنية على الطراز البغدادي القديم أي الحوش في الداخل فإن السكان الجدد بنوا مناطق هيبت خاتون وشارع الضباط ونجيب باشا ومناطق السفينة على طريقة الفيلات. ولقد غير ذلك طبيعة منطقة الأعظمية وجعلها تمثل خلال هذه الفترة حداثة المجتمع العراقي وفسيفسائهِ وهو الذي جعل منطقة الأعظمية في تلك الفترة معقلاً للحركة الاجتماعية والثقافية في البلد.

## معركة الأعظمية

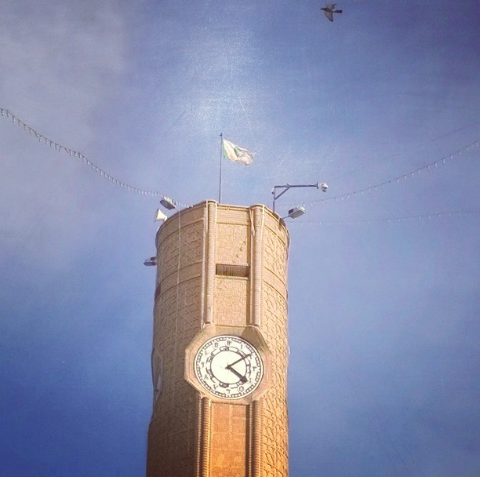
برج الساعة الذي تحطم جزء منه خلال معركة الأعظمية

وبعد الغزو الأمريكي للعراق عام 2003م حدثت معركة عسكرية في قضاء الأعظمية يوم 10 نيسان 2003م، تم على أثرها تدمير جزء من منارة جامع الإمام الأعظم وبرج الساعة وقبة الضريح وأجزاء أخرى داخل الجامع، وتحطّمت المباني حول الجامع ومنها مبنى جمعية منتدى الإمام أبي حنيفة.
وتعطلت صلاة الجمعة بعدها لمرة واحدة، ثم قام جمع من أهالي الأعظمية بتنظيف المكان وإزالة شظايا الزجاج المتهشم وآثار المعركة وحماية الجامع والمرقد وكلية الإمام الأعظم من محاولات ذوي النفوس الضعيفة للسرقة أو التخريب وأُقيمت الصلاة في الجمعة التالية وقام ديوان الوقف السني وبالتعاون مع عدد من الشركات، وكذلك مع عائلة السيد محسوب الشهيرة بالأعظمية ومساعدة بعض شباب المنطقة، منذ عام 2003م، بترميم الجامع وإعادة نصب ساعة الأعظمية إلى برجها. وتواصلت منذئذٍ الجهود في تحديث وترميم المكان.

## الأوضاع الأمنية بعد 2003
يتهم زعماء السنة الحكومة التي يقودها الشيعة بالتصريح لفرق قتل بالعمل وينفي الشيعة ذلك.

## أحياء الأعظمية وقصة تسميتها

### الأعظمية القديمة (المركز)

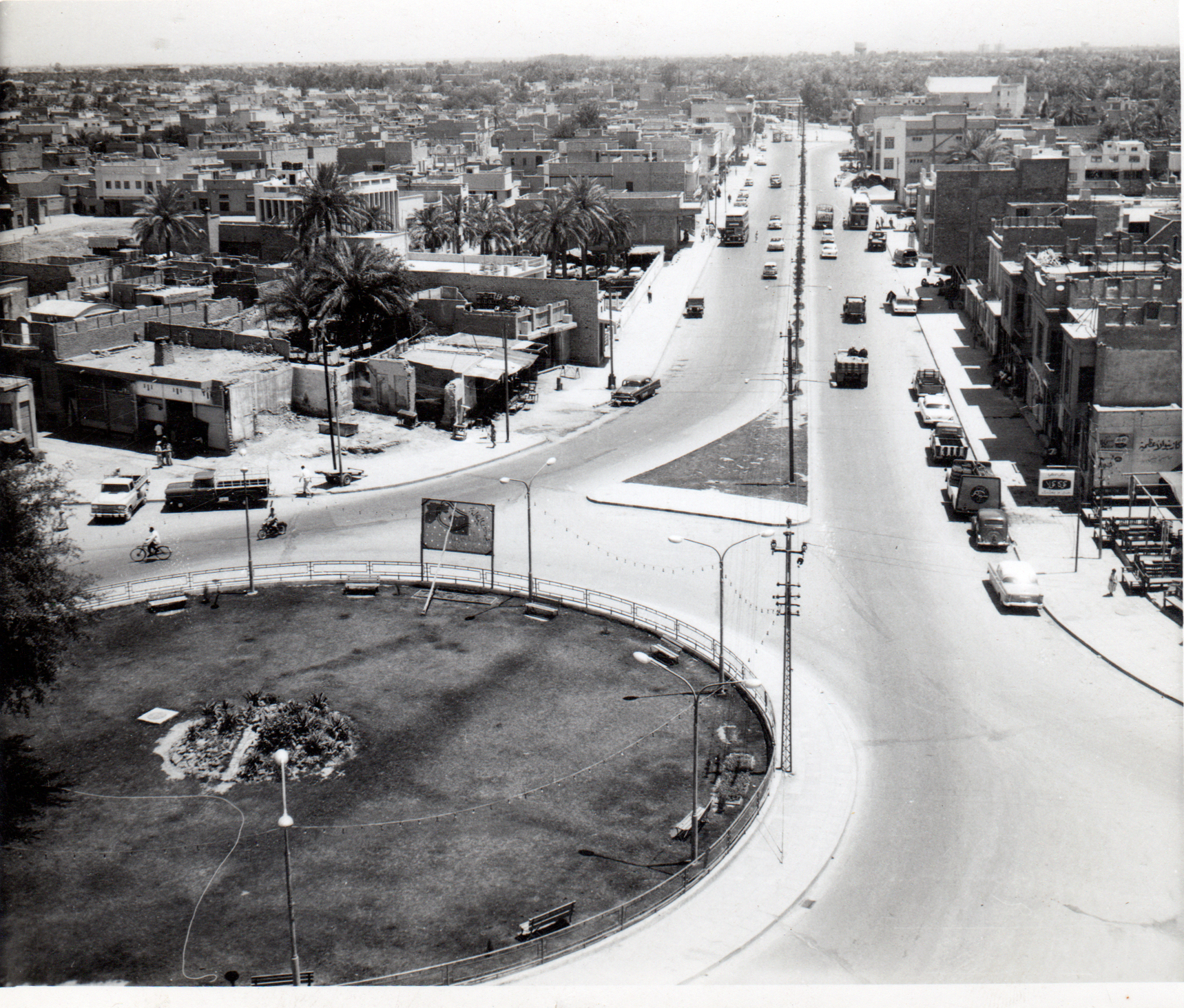
الأعظمية والساحة التي تقع مقابل مبنى جامع أبي حنيفة في عام 1960

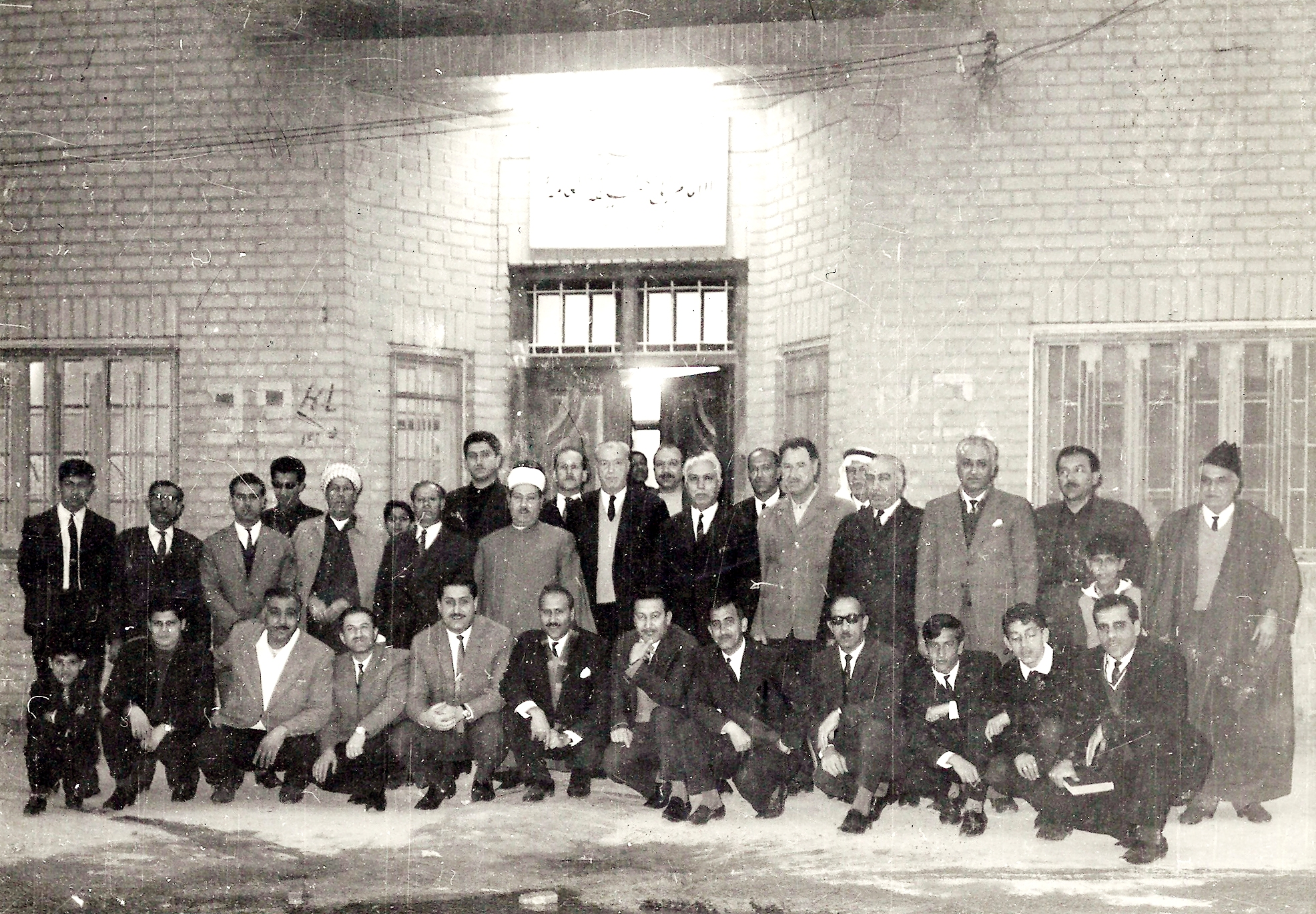
مجموعة من شباب وأهالي الأعظمية في فترة الستينيات ويظهر في الوسط الأستاذ محمد محروس المدرس، والشاعر وليد الأعظمي

اسمها القديم محلة أبي حنيفة، وبلدة المُعظّم، وتعتبر الأساس في تكوين الأعظمية ومنذ قرنين قُسمت المحلة إلى أربعة أحياء تمتد من ساحة عنتر إلى جامع الإمام الأعظم وهي:
- محلة السفينة: سُميت بذلك منذ أكثر من قرن، نسبة إلى سفينة كانت ترسو هناك كل ثلاثة أشهر تقريبا. وكان الأعظميون القدامى يتاجرون معها، بما يقومون بصنعهِ من جلود وصوف وعباءات، وقال الشيخ هاشم الأعظمي في التسمية «لأنّ السفن التي كانت تُعبّر الذاهبين إلى الكاظمية ترسو على شريعتها، وكذلك السفن التي كانت تحمل البضائع من الموصل».[10]
- محلة الحارة: أصلها بتخفيف الراء، وتعني المحلة، لإنها بنيت بعد الخراب والطاعون اللذين حلّا بمنطقة الأعظمية سنة 1831م. ثم تحول اسمها مع مرور الزمن ليلفظ بشكل (حــارّة) بتشديد الراء.
- محلة النصة: سميت بذلك لانخفاض أرضها عن سائر محلات الأعظمية،
- محلة الشيوخ: وسميت بالشيوخ وذلك لأن شيوخ عشيرة العبيد سكنوا فيها عند مجيئهم مع السلطان مراد الرابع عام 1638م لتحرير بغداد من الحصار الذي فرضته الدولة الصفوية[11]

### المحلات والمناطق

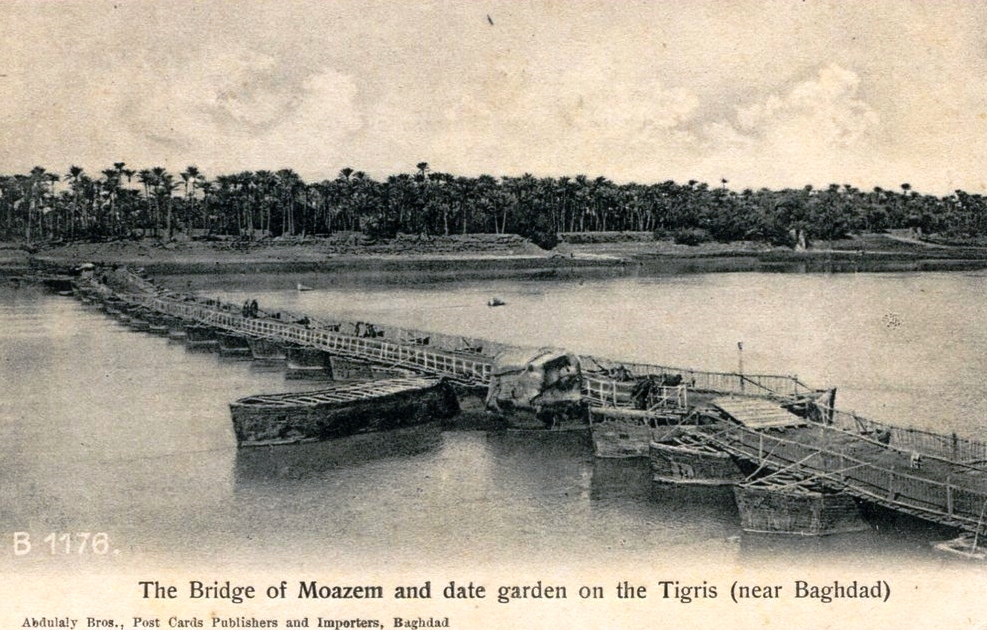
الجسر القديم للاعظمية على بطاقة بريد طبعت عام 1917، قبل إزالته وبناء الحديث محله

- رأس الحواش: هي جزء حديث مضاف إلى محلة النصة، وأنشئ سنة 1931م، ويشير اسمها إلى أنها كانت تمثّل آخر عمران الأعظمية، وبعدها كانت ثمة بساتين تمتد حتى منطقة باب المعظم في بغداد، قال معمر خالد الشابندر إن «راس الحواش كانت بستاناً، باسم (السبيلخانة)».[12]
- شارع عمر بن عبد العزيز ويمتد من ساحة عنتر إلى شارع رشيد عالي الكيلاني.
- الشماسية: موجودة منذ العصر العبَّاسي، وسميت باسم الشماسية نسبة إلى الشماسيين وهم خدم الكنائس، حيث كان فيها الكثير من الكنائس والأديرة.
- راغبة خاتون: سميت بذلك نسبة إلى إحدى سيدات بغداد في أواخر العصر العثماني، وكانت هذه الأرض ضمن أملاكها.
- هيبت خاتون: سميت بذلك نسبة إلى سيدة صالحة اسمها هيبت محمد العزاوي كانت تسكن الأعظمية في أواخر العصر العثماني، وكانت قد تملكت هذه الأرض، ووقفت جزءا منها على مدرسة أنشأتها هناك ثم هُدمت المدرسة وأنشئ مكانها مصرف الرافدين، ودفنت هيبت في نفس المحلة بجوار المصرف سنة 1919م، فعُرفت الأرض، وما نشأ عليها من دور باسمها.[13]، وكانت هذه المحلة تُسمّى قبل ذلك كرادة الأعظمية[14] وكرادة المعظم[15]، وكانت تُسمّى كذلك الطرمبة[16] والطلمبة، وفي العصر العباسي كانت كرادة المعظَّم تُسمى محلة «باب الطاق».[17]
- نجيب باشا: محلة في طريق الأعظمية، سميت باسم محمد نجيب باشا الذي تملك أرضها في أثناء ولايته على بغداد سنة 1258 هـ - 1264 هـ = 1842-1849 م وإليه نسبت المحلة فيما بعد.
- الوزيرية: محلة أنشئت على أرض زراعية واسعة، تملكها بعض ولاة المماليك في بغداد في أوائل القرن التاسع عشر، كانوا يلقبون بالوزراء، (والوزير هنا رتبة عثمانية تسند إلى كبار الموظفين، وبخاصة الولاة في الولايات المهمة)، فنسبت إليه.
- الكسرة: جزء من محلة نجيب باشا، سميت بذلك نسبة إلى الكسرة التي حدثت في سدتها من جهة النهر بسبب فيضان دجلة سنة 1925 م.
- العلوازية: وتسمى العيواضية، والصحيح أن أصل اسمها (الايلوزية) نسبة إلى بستان لرجل، من أهل أواخر العصر العباسي، ويُدعى (ايلواز) فعرفت المنطقة به فيما بعد، وهي تعد (في ذلك العصر) جزءا من محلة المخرم، إحدى أهم محلات بغداد آنذاك.
- الصرافية: منسوبة إلى مالكها وهو أحد الصرافين، وكانت تعد في العصر العباسي جزءا من محلة المخرم.
- سبع ابكار: وسميت كذلك نسبة إلى سبع بكرات (كرود) كانت ترفع الماء من نهر دجلة لسقي البساتين، وكانت الأعظمية غير موصولة ببغداد حتى بدأ التوسع باتجاه الصليخ (من أسواق الباخرة إلى ساحة الطبقجلي) ثم التوسع باتجاه باب المعظم.[18]
- الكريعات: تقع في أعلى الجانب الشرقي، على شاطئ نهر دجلة، سميت بذلك نسبة إلى عشيرة الكريعات العربية التي سكنت هنا فترة الخلافة العثمانية.
- الصليخ: تصغير صلخ، والصلخ هو نصف البئر الكروية التي تبنى على حافة نهر دجلة وتسقى منها البساتين والمزارع. ويسمى هذا النصف صلخا. وكانت موجودة في العصر العباسي جزءا من محلة الشماسية.
- شارع المغرب.
- حي القاهرة
- حي تونس
- حي الربيع (اسم يشمل كل الكريعات والدهاليك، وجزءاً من سبع أبكار والصليخ القديم.
- ناحية الراشدية[19]
- الفحامة
- الزهور.

أُحيطتْ أجزاء واسعة ومحلات كثيرة اليوم من مدينة الأعظمية بسور معروف يسمى جدار الاعظمية لحماية أهل الأعظمية من المليشيات الإرهابية.

### شوارع الأعظمية
الشوارع الرئيسة
- شارع الإمام الأعظم وهو في قلب حي الأعظمية ويُسمى كذلك شارع راس الحواش.[13]
- شارع عمر بن عبد العزيز
- شارع عشرين
- شارع الضباط
- شارع الشهيد سهام المتولي، سُمّي الشارع على اسم أحد أهالي الأعظمية، الذي اشترك في محاصرة وزارة الدفاع يوم 14 رمضان عام 1963م، للانقلاب على عبد الكريم قاسم، وقد قُتل «سهام بن أمين المتولي» هناك، فسُمّيَ الشارع على اسمه.[21]
- شارع عنتر[22] (شارع المشاتل)

الشوارع الفرعية
- شارع الجرداغ[23]
- شارع طه (الاسم الرسمي شارع الخنساء)[24][25]
- شارع جلال أحمد[26]
- شارع الشباب (يبدأ من حديقة النعمان إلى المقبرة الملكية[27]، ويسمى كذلك شارع المقبرة الملكية).

## السكان
يبلغ عدد سكان قضاء الأعظمية حوالي 1,350,000 نسمة حسب تقديرات منظمة الأمم المتحدة عام 2003م. أي ما يشكّل 20% من سكان بغداد.
الديانة: الأغلبية العظمى من سكان الأعظمية هم المسلمون السنة إلّا أن هنالك تواجد للمسيحيين في حي الشماسية بالقرب من إعدادية كلية بغداد إذ توجد كنيسة فيها تعرف بكنيسة الشماسة، كما وتحتوي الأعظمية سابقا على الطائفة اليهودية، وقد تركوا المنطقة بعد قدوم وفود مقاومين فلسطينيين عام 1937م، إذ أقاموا في الأعظمية، فتوجّسَ منهم اليهود وانتقلوا إلى حي البتاويين والكرادة الشرقية، ثم هاجروا أثناء الهجرة الجماعية لليهود وتركوا العراق إلى فلسطين عام 1948.
القومية: معظم سكان الأعظمية هم من العرب إلا أن هنالك قوميات أخرى كالتركية والكردية والأفغانية، وغيرهم إلّا أن معظم هذه القوميات اندمجت مع العرب من حيث الطباع والعادات ولم يبقَ فيهم إلا أصلهم فهم أعظميون بالمولد والسكن.
طبيعة السكان:
نسبة أهل الأعظمية هي الأعظميون والمعاظمة، وأحدهم معظماوي، وتتميز الأعظمية عن باقي أقضية بغداد بجمالها إذ امتزج بها الماضي بالحاضر، المواطن الشعبي بالمواطن المثقف وقصر الغني بدار الفقير، فهي من المناطق القليلة في بغداد التي حافظت على تراثها الجميل.
العشائر:
إن معظم أهل الأعظمية الأصليين ينتمون إلى عشيرة العبيد العربية القحطانية. وهم غالبية السكان وقد جاؤوا مع السلطان العثماني مراد الرابع مع عشيرة البيرقدار عام 1638م، لفتح بغداد وحماية مسجد أبو حنيفة النعمان من تعديات الدولة الصفوية وهجماتها، إلا أن عشيرة البيرقدار استقرت في كركوك والموصل بعد فتح بغداد، بينما بقيت عشيرة العبيد في المنطقة وبعض من أفراد عشيرة البيرقدار اندمجوا مع العبيد وبقوا بجوار جامع الإمام الأعظم
وهناك من نزح إلى الأعظمية من الموصل وتكريت وعنة وبعقوبة وسكنوا المنطقة منذ أكثر من مائة عام، وبقي بعضهم محافظين على ألقابهم الأصلية إلّا أنهم أعظميين بالمولد والنشأة.
وهنالك بعض البيوتات غير العربية لكنها إسلامية (أتراك أو أكراد، أو أفغان) وهؤلاء أيضا أصبحوا أعظميين بسبب المولد والمنشأ.

## لهجة الأعظمية
لهجة الأعظمية إحدى لهجات بغداد الرئيسية التي يُعرف صاحبها إذا تكلم، وقد كانت لهجتهم القديمة قريبةً من الفصحى ثم تغيّرت كثيراً، وتكاد تزول لهجتهم من جراء إقبال الناس من كل مكان للسكن فيها.

## جوامع ومساجد الأعظمية

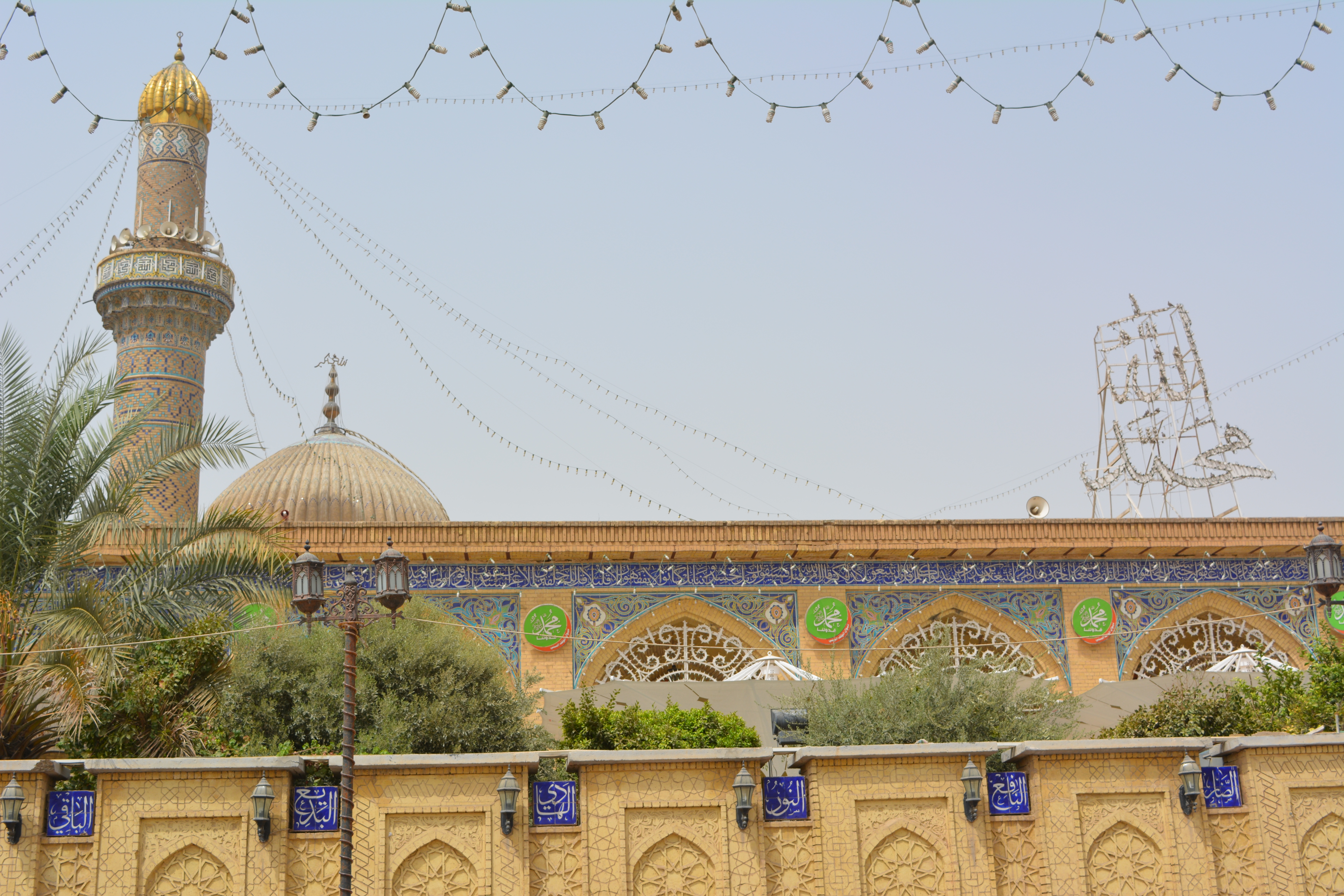
مشهد جامع الإمام الأعظم في الأعظمية عام 2015

يوجد في الأعظمية وضواحيها الكثير من الجوامع والمساجد منها:
- جامع أبي حنيفة.
- جامع العسافي.
- مسجد الشيخ جلال.
- مسجد ومرقد المستعصم بالله.
- مسجد الشابندر.
- مسجد حسن بك.
- جامع صالح أفندي.
- مسجد ملا خطاب.
- جامع الدهان.الأول والثاني
- مسجد نشمية الواقع في تقاطع شارع سهام المتولي وشارع عشرين وراس الحواش بني عام 1939م.
- جامع نداء الإسلام: يقع في محلة راغبة خاتون شارع أبي طالب، مقابل معهد القضاء، بُني عام 2001م.
- مسجد عائشة الحيدري.
- جامع الشمسي: يقع في منطقة العميان مقابل قصر السجود.
- جامع عبد الهادي العاني: يقع في الوزيرية مقابل كلية التربية قرب معمل القطن، بني عام 1963م.
- مسجد سبع أبكار: يقع في منطقة سبع أبكار، بُني عام 1962م.
- جامع الروّاس: يقع في حي القاهرة، بني عام 1964م.
- جامع الصليخ الجديد (الفرقان): بني عام 1965م.
- جامع العمري: يقع في الوزيرية قرب المجمع العلمي، بني عام 1965 م.
- مسجد بشر الحافي: (والأصح هو بشر الحنفي)، ويقع في محلة الحارة.
- مسجد الحاج أرزوقي العنبر: ويقع في محلة الشيوخ قرب شارع عمر بن عبد العزيز، بني عام 1954م.
- مسجد راغبة خاتون.
- جامع الصديق: يقع قرب ثانوية كلية بغداد، أُنشئ عام 1965م.
- مسجد الراوي: يقع قرب مستشفى النعمان، بُني عام 1954م.
- مسجد ومدرسة الحاجة هيبة خاتون: يقع على شارع الإمام الأعظم (وهو مسجد مهجور) وبُني عام 1918م.
- مسجد فخام الدين: (ابن الحاج أنيس) يقع قرب شارع عشرين، وبُني عام 1948م.
- مسجد الحاج نعمان: يقع في محلة النصة وبُني عام 1980م.
- مسجد الحاجة خديجة: مقابل حديقة النعمان.
- مسجد الأنبياء: يقع في بداية شارع الضباط، بني عام 2000م.

## كبار الفقهاء وعلماء الدين في الأعظمية عبر العصور
- أبو جعفر محمد بن جرير الطبري.
- حسين البشدري.
- أحمد السمين الألباني.
- قاسم الغواص.
- نعمان الأعظمي.
- عبد القادر الخطيب.
- محمد القزلجي.
- نجم الدين الواعظ.
- قاسم القيسي.
- أمجد الزهاوي.
- محمد محمود الصواف.
- تقي الدين الهلالي.[32]
- الحافظ مهدي.
- محمد محروس المدرس.
- وليد الأعظمي.[33]
- الشيخ عبد الوهاب الأعظمي (1927 - 1971).

## معالم الاعظمية

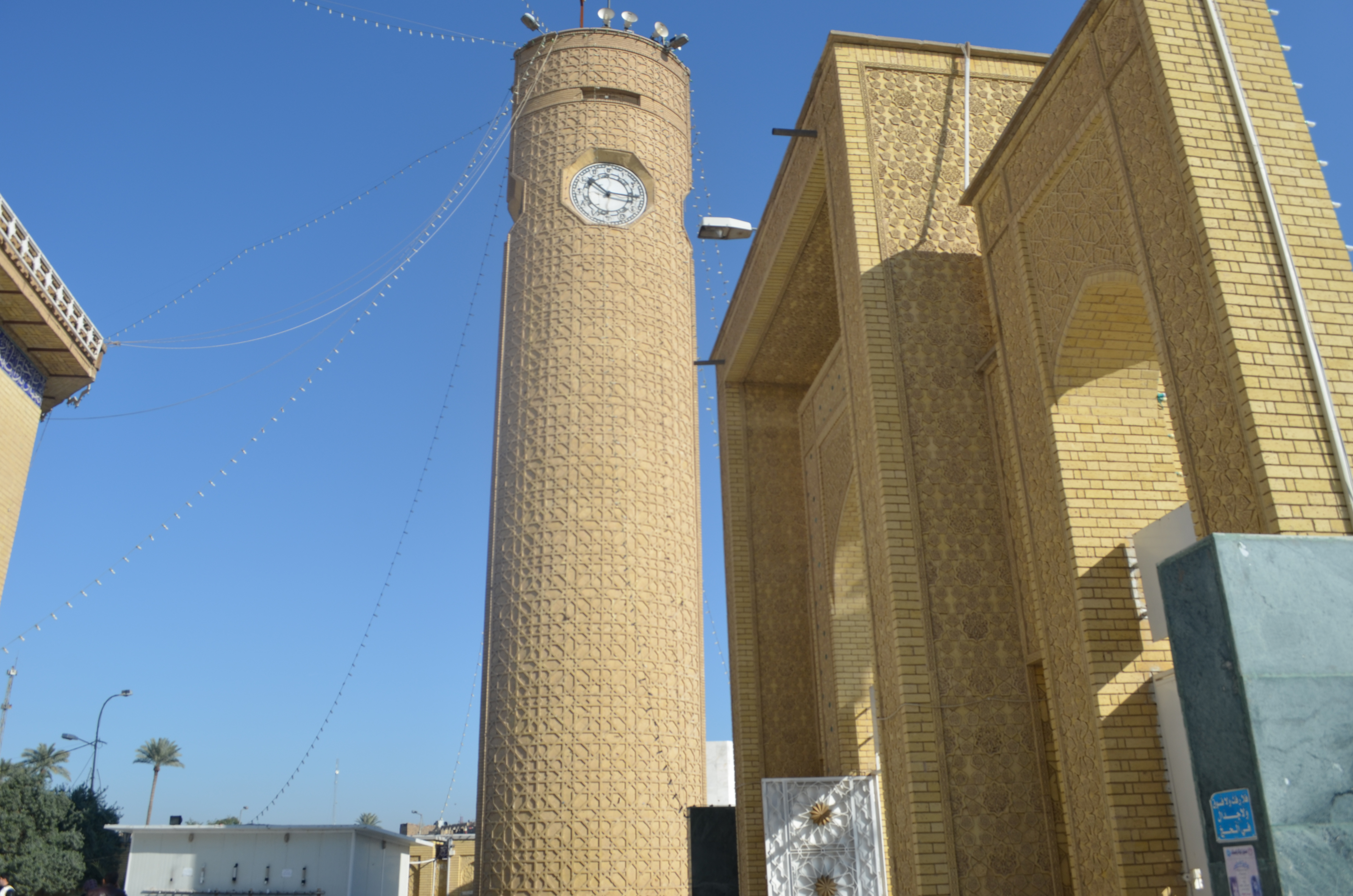
برج ساعة الأعظمية في جامع الإمام الأعظم

تتميز الأعظمية بعدة معالم لموقعها الاستراتيجي الواقع بالقرب من قلب العاصمة بغداد ومن بعض معالمها المميزة الآتي:
- جامع الإمام الأعظم.
- كلية الإمام الأعظم.
- المقبرة الملكية.
- كلية الطب العام وطب الاسنان والتربية للبنات الجامعة العراقية في بناية دار المعلمين العليا سابقًا مقابل المقبرة الملكية.
- مقبرة الخيزران.
- ثانوية كلية بغداد.
- حديقة الرحبي، والتي فيها قبر الإمام الطبري.
- قصر رشيد عالي الكيلاني رئيس الوزراء في عهد المملكة العراقية وكان سابقا مدرسة ابتدائية أهلية (مدارس مايس الأهلية) وهوالآن متحف ثورة 1941.
- قصر صدام حسين ويطل على كورنيش الأعظمية.
- قصر شعشوع.
- قصر بلاسم ويسمى بقصر الكبيسي حاليا نسبة لمالكهِ.
- كنيسة الحكمة الإلهية (القلب الأقدس سابقا):[34] وهي الكنيسة الوحيدة في الأعظمية مبنية على الطراز البغدادي في العهد الملكي وتقع في محلة الشماسية مجاورة مبنى كلية بغداد.
- جسر الأئمة: يربط مدينة الأعظمية بالكاظمية.
- جسر 14 رمضان: يربط مدينة الأعظمية بالمنصور.
- جسر الصرافية: يربط مدينة الأعظمية بالعطيفية.
- حديقة النعمان.[35]
- حديقة حجي بصرة، بمحلة السفينة رقم 312.[36]
- الجامعة العراقية، حي سبع أبكار.
- كلية الإدارة والاقتصاد وكلية القانون جامعة بغداد، الوزيرية.

## مشاهير الأعظمية
- رئيس الجمهورية الراحل عبد السلام عارف.
- رئيس الجمهورية الراحل عبد الرحمن عارف.
- المؤرخ ناجي معروف العبيدي.
- الفقيه نعمان الأعظمي مؤسس مدرسة الإمام الأعظم الدينية.
- عبد الرزاق محسوب العبيدي. صانع ساعة الأعظمية المشهورة.
- الدكتور بشار عواد معروف.
- الشيخ حمدي الأعظمي ومكتبتهِ المشهورة الموجودة حاليا في محلة السفينة.
- الشيخ محمد محروس المدرس.
- قارئ القرآن مصطفى رعد العزاوي.
- نائب رئيس الجمهورية صالح مهدي عماش.
- العقيد إسماعيل حقي آل شاكر.
- الشاعر والخطاط وليد الأعظمي.
- بطل المصارعة الحرة مجيد خليل ليلو.
- بطل المصارعة الحرة عوسي الأعظمي.
- خبير النغمات والتلاوات القارئ منهل العاني.
- الإعلامي مؤيد البدري مقدم برنامج الرياضة في أسبوع.
- السباح عثمان العبيدي الذي استشهد أثناء واقعة جسر الأئمة عام 2005.[37]